# Heinrich Schiff
Heinrich Schiff (18. listopadu 1951 Gmunden – 23. prosince 2016 Vídeň) byl rakouský violoncellista a dirigent.
Pocházel z hudebnické rodiny, oba rodiče, Helmut Schiff (1918–1982) a Helga Riemann (1924–2004) byli skladateli. V šesti letech začal hrát na klavír, od deseti let studoval hru na violoncello na hudební škole v Linci u Rolanda Roise. Poté ve studiu pokračoval ve Vídni u Tobiase Kühneho a v Detmoldu u André Navarry. Roku 1971 debutoval ve Vídni a v Londýně.